# Kampung Kusamba
Kampung Kusamba is een bestuurslaag in het regentschap Klungkung van de provincie Bali, Indonesië. Kampung Kusamba telt 550 inwoners (volkstelling 2010).